# Patena
Paténa (lat. patina = široka skodela) v krščanski liturgiji plitev pladenj, navadno narejen iz plemenite kovine, (ali tudi skledica), na katero duhovnik pri maši, med evharistijo položi hostijo. Pred prvo uporabo pateno slovesno blagoslovijo. 
Na pateno duhovnik po navadi polaga tisto hostijo, ki jo potem tudi sam použije in je nekoliko večja od ostalih (zato, da jo pri povzdigovanju ljudje lažje vidijo). Manjše hostije, ki jih duhovnik deli vernikom pri obhajilu, so po navadi spravljene v ciboriju.
Poleg tega obstaja tudi patena z ročajem, ki jo ponekod ministrant pri obhajilu drži vernikom pod brado, da bi preprečil morebitni padec hostije na tla.